# Phoenix Park
Phoenix Park (irsk Páirc an Fhionn-Uisce) er en 7.07 km² stor park nordvest for Dublins centrum.
Parken er omgivet af en 16 km lang mur, og har alléer og store græsområder med fritgående kronhjorte og dådyr.
Parken rummer også den irske præsidents officielle residens, Áras an Uachtaráin, USA´s ambassade og Irlands politihovedkvarter.
Der er endvidere i parken forskellige sportsanlæg som f.eks Cricket og Polobaner, Dublin Zoo, Wellington Monument, en 62 m høj obelisk fra 1817 for Arthur Wellesley, hertug af Wellington og Pave-korset, hvor Pave Johannes Paul 2. i 1979 holdt en messe for 1,2 millioner mennesker. Ashtown Castle ligger også i parken
Hvert år afholdes der jævnligt open-air koncerter og det årlige Phoenix Park Motor Race. Parken spiller en vigtig rolle i romanen Finnegans Wake af James Joyce.
Siden 2008 kører der hver halve time busrundture i parken.

## Historie
Området blev efter at normannerne indtog Dublin og i det 12. århundrede giver til Malteserordenen. De etableredete et kloster på steder hvor nu Royal Hospital ligger. Ridderordenen mistedet området i 1537, da det blev konfiskeret af Henrik VIII. Da Karl II kom på tronen etablerede hans vicekonge i Dublin, lord Ormonde, en kongelig jagtpark der, med fasaner og rådyr. Dette var grunden til at der blev rejst en mur omkring parken. I 1747 åbnedes parken for Dublins befolkning.